# Крас, Жан
Жан Эмиль Поль Крас (фр. Jean Émile Paul Cras; 22 мая 1879, Брест (Франция) — 14 февраля 1932, Брест (Франция)) — французский композитор и военный моряк, контр-адмирал.
Сын военно-морского медика, в 17 лет поступил в Морскую школу в Бресте, окончив её в 1898 г. четвёртым в выпуске (из 70 выпускников). Плавал на различных судов у берегов Америки и Африки, затем на протяжении двух лет преподавал в Морской школе корабельные устройства, внёс ряд инженерных усовершенствований в некоторые из них — в частности, сконструировал «линейку Краса» (фр. règle Cras) — двойной транспортир для удобства прокладки маршрута на навигационной карте, названный его именем. С началом Первой мировой войны занял должность адъютанта командующего средиземноморскими силами флота Франции адмирала Буэ де Лапейрера, с 1916 г. командовал миноносцем «Капитан Бори», действовавшим в Адриатическом море. Позднее занимал различные должности в Генеральном штабе, а с 1931 г. в чине контр-адмирала занимал пост начальника Брестского порта.
Начав сочинять музыку самоучкой, Крас к двадцати годам уже был автором мессы, мотета, камерных сочинений. На его дальнейшую творческую судьбу оказала решающее влияние встреча с композитором Анри Дюпарком, ставшим его наставником и близким другом (Дюпарк называл Краса «сыном своей души», фр. fils de son âme). Первым изданным сочинением Краса стала в 1900 году соната для виолончели и фортепиано «Плоть» (фр. La Chair) — третья часть триптиха, в который входили также сонаты для скрипки и фортепиано «Дух» и для альта и фортепиано «Душа».
Центральное место в творческом наследии Краса занимают камерные сочинения — прежде всего, струнное трио (1927), — и фортепианные пьесы, в том числе «Пять интимных поэм» (фр. Cinq poèmes intimes; 1902—1911) и «Четыре танца» (1917) — оба фортепианных цикла записаны Жаном Дюбе. Определённой известностью пользуется единственная опера Краса, «Полифем» (1922, по одноимённой стихотворной драме Альбера Самена на античный сюжет), поставленная в Опера комик (дирижировал премьерой Альбер Вольф). Среди немногочисленных оркестровых сочинений Краса выделяются симфоническая сюита «Бортовой журнал» (фр. Journal de bord; 1927), исполненная впервые в 1928 г. Оркестром Падлу под управлением Рене-Батона, и концерт для фортепиано с оркестром (1931), впервые прозвучавший в исполнении дочери композитора, пианистки Колетт Крас.